# طارق الكرمي
طارق شريف حسين سعيد علي منصور الكرمي (23 مارس 1975) شاعر وكاتب فلسطيني بارز، وُلِد ونشأ في مدينة طولكرم الفلسطينية، له مجموعة من الدواوين الشعرية، وهو حاصل على عدة جوائز وتكريمات.

## سيرته
وُلِد طارق شريف حسين سعيد علي منصور الكرمي في مدينة طولكرم بتاريخ 23 مارس 1975 ميلادياً، الموافق 11 ربيع الأول 1395 هجرياً. تلقى تعليمه الابتدائي والإعدادي والثانوي في مدارس مدينته طولكرم؛ حيث التحق بمدرسة طه حسين الابتدائية بالمدينة عام 1981، ثم بمدرسة نور الدين زنكي في المرحلة الإعدادية عام 1987، وقضى دراسته الثانوية في مدرسة الفاضلية التاريخية حيث حصل منها على الثانوية العامة عام 1991. التحق بعد ذلك بجامعة النجاح الوطنية والتي حصل منها على درجة البكالوريوس في «إدارة الأعمال» عام 1996.
عمل موظفاً في وزارة الإعلام الفلسطينية، واشتغل بتدريس الصولفيج وعزف الناي، ثم امتهن الإعلام، وعمل معدًّا ومقدمًا لبرامج شعرية في إذاعات محلية كإذاعة «بلاد» و«أمان».
عاش طارق الكرمي في أسرة اشتهرت بالعلم والأدب، فأجداده وأقاربه هم: العالم الوزير سعيد بن علي الكرمي، والسياسي عبد الغني سعيد الكرمي، والأديب أحمد شاكر بن سعيد الكرمي، والعالم اللغوي حسن سعيد الكرمي، والأديب محمود سعيد الكرمي، والشيخ علي منصور الكرمي، والعلامة زهير محمود الكرمي، والكاتبة غادة حسن الكرمي.

## سيرته الأدبية
هو من الشعراء الفلسطينيين البارزين من جيل النصف الثاني للقرن العشرين، وقد شجعه بيت الشعر الفلسطيني في بداياته. نظم الشعر بأنواعه العمودي والحرّ وله قصائد الإيقاع النثرية، و«ينفرد الشاعر طارق الكرمي بتجلياته التركيبية في إعادة توليد اللغة وفق رؤيته التجديدية لها، ولما تمنحه في السياق المتنامي من قدرة شعرية على توليد الصور والإيحاءات والرموز المكثفة»، وهو عضو في الاتحاد العام للكتاب والأدباء الفلسطينيين، ورابطة الكتاب السوريين، وغيرها.
وصفه الشاعر «مراد سوداني» الأمين العام لاتحاد الكتاب والأدباء الفلسطينيين قائلًا: «أنحاز للصديق الشاعر عبد الرحيم الشيخ، ولشعرية طارق الكرمي، كان هذا رأيي الذي أطلقته في جامعة بيرزيت في منتصف التسعينيات وما زلت أصرّ عليه».
اختاره الشاعر التونسي طاهر البكري في كتابه «شعر من فلسطين» الصادر باللغة الفرنسية عام 2013، إلى جانب كل من تميم البرغوثي وباسم النبريص ونجوان درويش ونتالي حنظل وفادي جودة وزكريا محمد وإبراهيم نصر الله وديمه الشهابي وغسان زقطان، وهم «الذين ينتمون إلى الجيل الذي تلا جيل درويش يترجمون بقوة تعقيد الأوضاع والمسارات وتنوّعها».

## آثاره
من دواوينه الشعرية:
- «قصائد إلى أنثى الندى».[12]
- «مساءات للمقامرة»، عام 1997.[13]
- «ضحى الوحيد»، عام 2001.[12]
- «مدرج الثور»، عام 2003.[12]
- «عين الأعمى الجميل»، عام 2007.[14]
- «ما أجمله الفحم الأبيض»، عام 2008.[12]
- «النص ويليه قصائد ملتبسة»، عام 2010.[15][16][17]
- «حياة مستعملة»، في ديسمبر 2022، وقد صدر في القاهرة عن الهيئة المصرية العامة للكتاب ضمن سلسلة الإبداع العربي، وقد عرضت الهيئة ديوان الكرمي هذا للجمهور وذلك ضمن معرض القاهرة الدولي للكتاب في يناير 2023.[18][19]

## جوائزه
جرى منح الشاعر طارق الكرمي مجموعة من الجوائز والتكريمات، من أبرزها:
- جائزة الضاد للإبداع الشعري للشعراء الشباب الفلسطينيين، عام 1996.[4]
- جائزة ياسر عرفات للشعراء الشباب.[4]
- جائزة تقديرية في تونس،[4] عام 2016.[21]
- جائزة تقديرية في سلطنة عُمان،[4] من وزير الثقافة والتراث العُماني هيثم بن طارق بن سعيد.[22]
- جائزة تقديرية في فرنسا.[4]

## وصلات خارجية
- طارق الكرمي على موقع أرشيف الشارخ.
- طارق الكرمي على موقع المكتبة المفتوحة (الإنجليزية)